# グラスゴー大学
グラスゴー大学（英語: The University of Glasgow、ラテン語: Universitas Glasguensis）は、グラスゴーに本部を置く英国（スコットランド）の国立大学である。1451年に設置された。大学の略称はUofG。

## 概要
550年以上の歴史がある名門大学の一つで、英語圏では四番目に古い大学で、オックスフォード大学やケンブリッジ大学と共に、7つある古代大学群に属する。
QS世界大学ランキングでは世界73位、全英10位。タイムズ・ハイヤー・エデュケーションでは、世界86位とされた。英国のアイビー・リーグとも言われている研究型大学群、ラッセル・グループの一員であり、Universitas 21の創立メンバーでもある。7名のノーベル賞受賞者を輩出した
中世から高位聖職者を輩出し、近世では、蒸気機関の改良や電力単位のワット（W）で知られるジェームズ・ワット、経済学の祖であり国富論を著したアダム・スミス、物理学者のウィリアム・トムソン（ケルヴィン卿）など歴史上の重要人物も多く輩出している。また、日本の産業発展に貢献すべく創設された工部大学校（東京大学工学部の前身）で教鞭を執ったヘンリー・ダイアーも本学の出身である。近代に入ると、世界各国からエリート層が留学して来るようになり、母国で政治家や科学者となって国家に貢献した卒業生も多い。日本からの留学生も帰国後に名声を得たものが多く、著名人としては化学者の高峰譲吉、ニッカの竹鶴政孝（ドラマ「マッサン」モデル）、三菱財閥の岩崎隆弥、同・重役の川田龍吉男爵（男爵いもで著名）、物理学者の田中舘愛橘、志田林三郎（日本初の工学博士）が挙げられる。
医学、歯学、獣医学の分野では、英国内にとどまらず世界的に高く評価されている。特に医学部はGlasgow Coma Scaleの研究で世界に知られている。また、工学部は英国で最初に設置された工学部（1840年）であり、産業革命で大きな役割を果たした。

## 沿革
1451年にローマ教皇ニコラウス5世の認可状により、神学の大学として設立された。当時は独立国であったスコットランドの国王ジェームズ2世が、隣国イングランドで既に創設されていたオックスフォード大学とケンブリッジ大学に対抗できる大学の設置を希望したことが創立の発端である。また、ウィリアム・ターンブル司教により創立されたとも言われる。大学はこれにより、スコットランドでは二番目に古い大学となった。設立時、大学はグラスゴー大聖堂に隣接して存在したが、9年後の1460年にそこから南側に600m程離れたハイ・ストリート沿いに移転した。当時のハイ・ストリートはグラスゴー随一の繁華街であり、中世期に形成された街並みを有していた。しかし、産業革命以降はスラム化が進行した。このため410年後の1870年、都市計画によるスラムクリアランスとグラスゴー市街地の西側への伸展とともに、ウエストエンドの丘陵地であるギルモアヒルに大学は再度移転した。現キャンパスにおける最古の建造物は東側通用門のゲートハウスであり、これはハイ・ストリートにあった大学の17世紀建造の旧玄関部分を移築し再利用したものである。また、高い塔がそびえるゴシック様式の現在の大学本館は、建築家ジョージ・ギルバート・スコットの設計によりこの時新しく建設されたものである。但し、この大学本館の西南側に設置されたユニコーンとライオンの像が手すりに載る外階段は、ハイ・ストリートにあった旧大学校舎の中庭に設置されていた外階段を移築し再利用したものである。近代以降、ハイ・ストリート沿いの旧大学跡地には鉄道が開通し、大学の旧玄関が位置していた場所にハイ・ストリート駅が建設されたために、古の大学の面影は全く残っていない。スコットランド最古の大学は、ここよりわずか40年ほど古いセント・アンドルーズ大学である。グラスゴー大学はグレートブリテン島全体では4番目に古い大学ということになる。スコットランドでは、グラスゴー大学、セント・アンドルーズ大学、アバディーン大学が教会によって創立された大学で、エディンバラ大学だけが町によって創立された大学である。
古代の大学各校の創立年。
1. オックスフォード大学　(1249年)
2. ケンブリッジ大学　(1284年)
3. セント・アンドルーズ大学　(1411年)
4. グラスゴー大学　(1451年)
5. アバディーン大学　(1494年)
6. エディンバラ大学　(1582年)

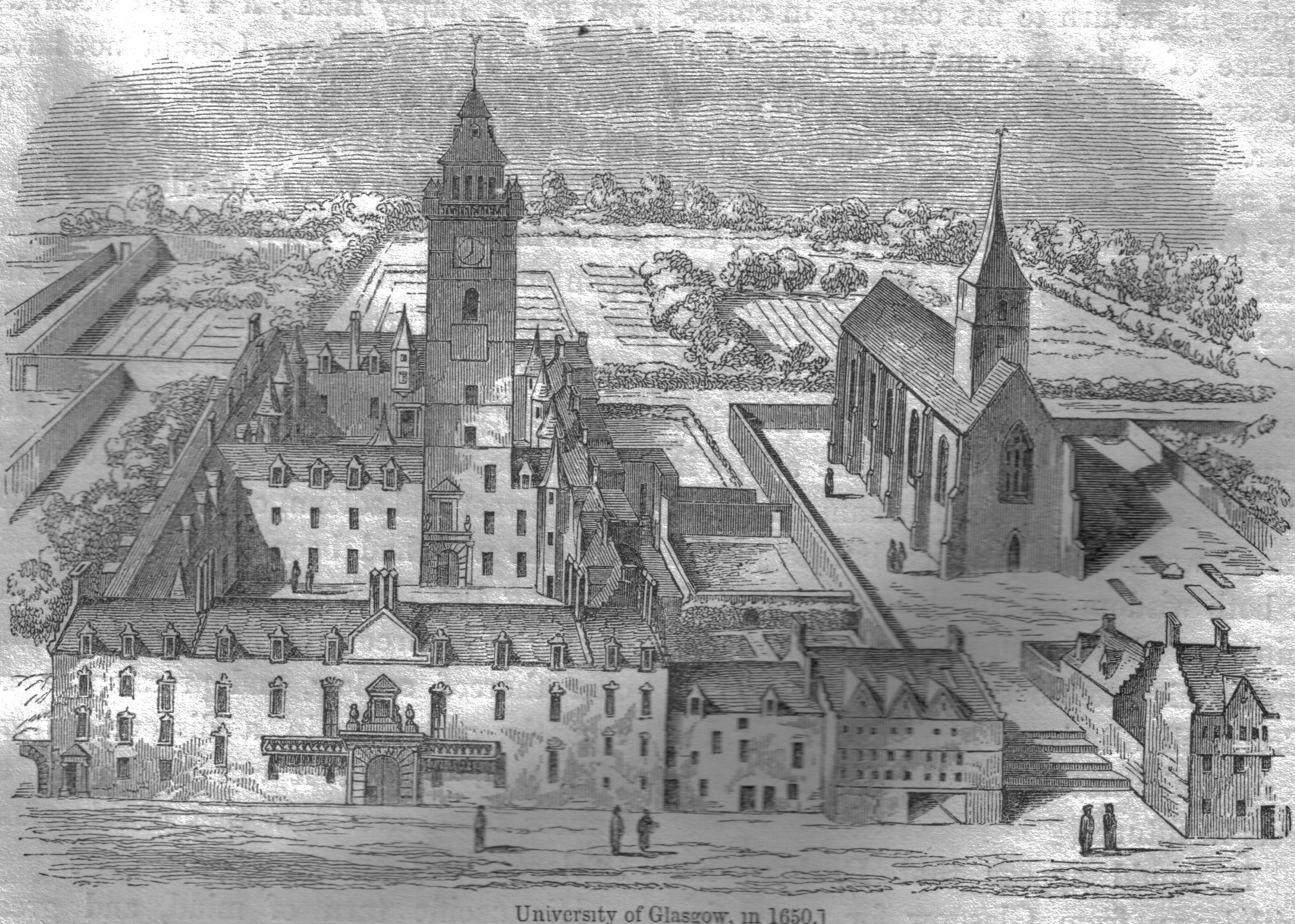
ハイ・ストリート沿いにあった1650年のキャンパス

7. トリニティ・カレッジ (ダブリン大学)　（1592年）

1840年、英国で最初の土木工学の講座を開設した。

## キャンパス
グラスゴー市内を見渡す高台であるギルモアヒルにゴシック様式の美しい校舎を持ち、スコットランドの観光名所となっている。また校内の博物館、美術館は一般に公開されているほか、建築家チャールズ・レニー・マッキントッシュゆかりのマッキントッシュハウスがある。付近は高級住宅街でありながら学生向けの酒場、商店が集まる学生街でもあり、地下鉄が最寄のHillhead駅から市中心部へ通じている。同大学の運動場は本校舎から離れたグラスゴー郊外にあり、シャトルバスが大学、各学生寮、運動場を連絡している。グラスゴーは欧州のポップカルチャーを代表する街であり、繁華街は夜遅くまで学生と若者で賑わっている。

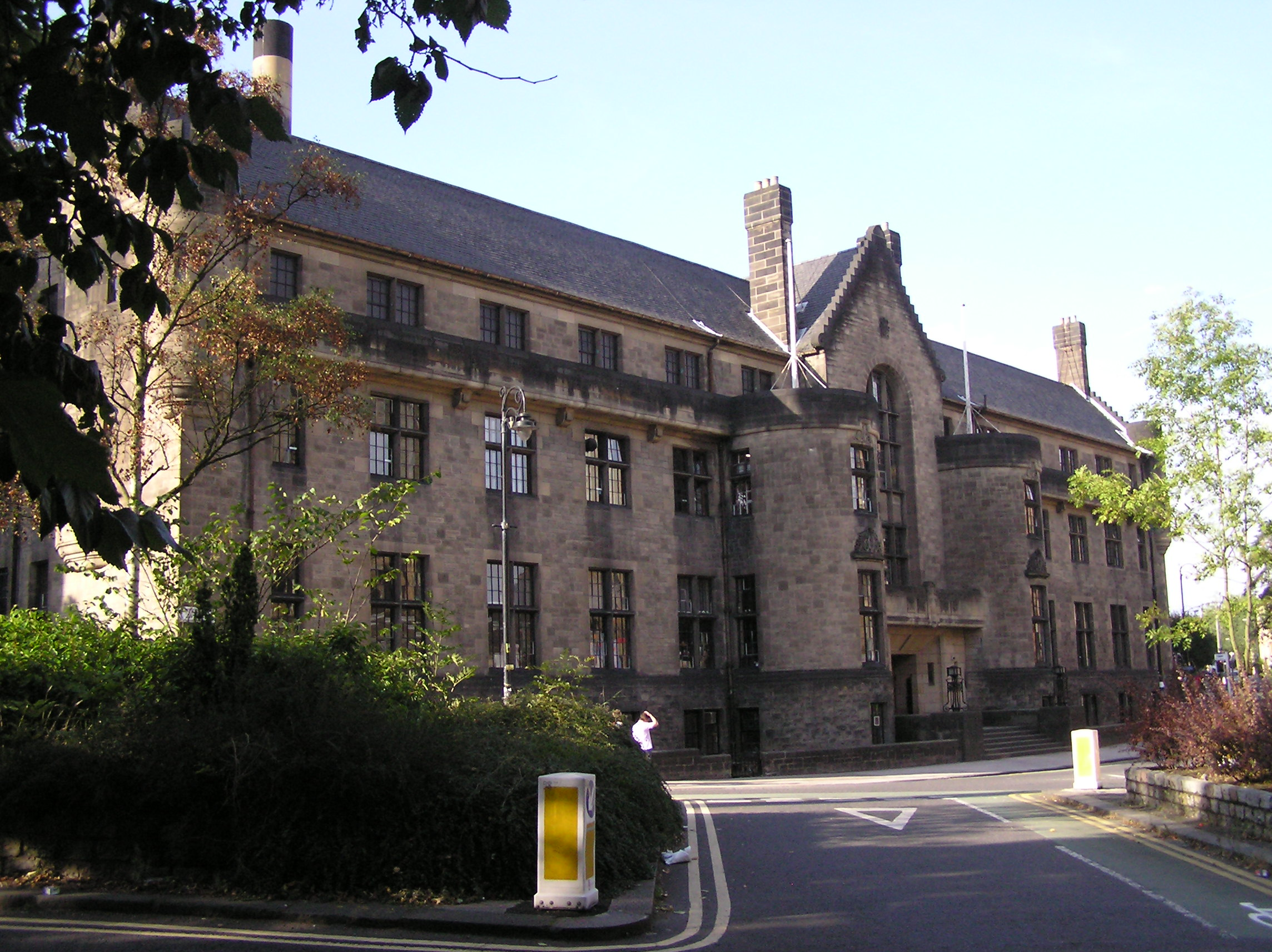
学生会の建物
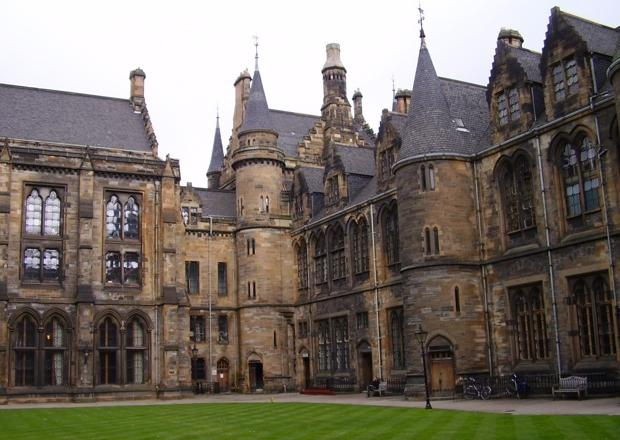
本館東の中庭
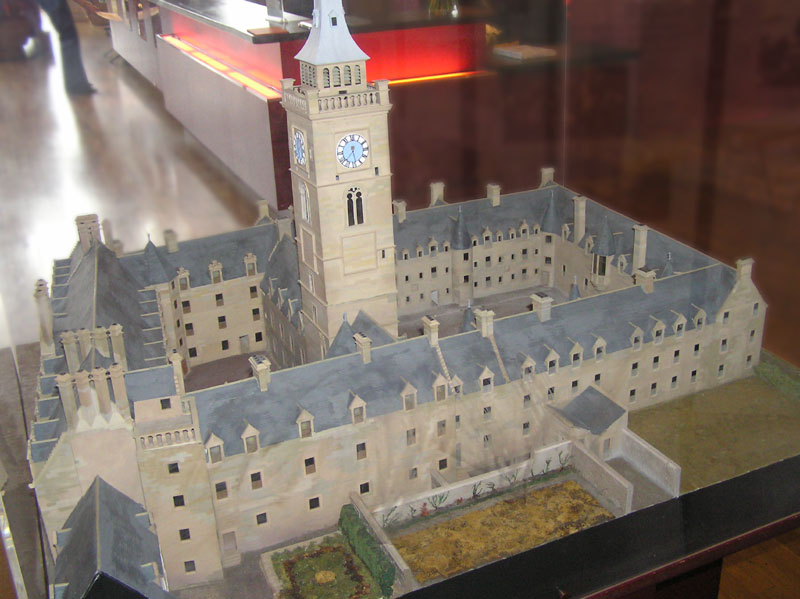
ハイ・ストリートにあった旧校舎の模型
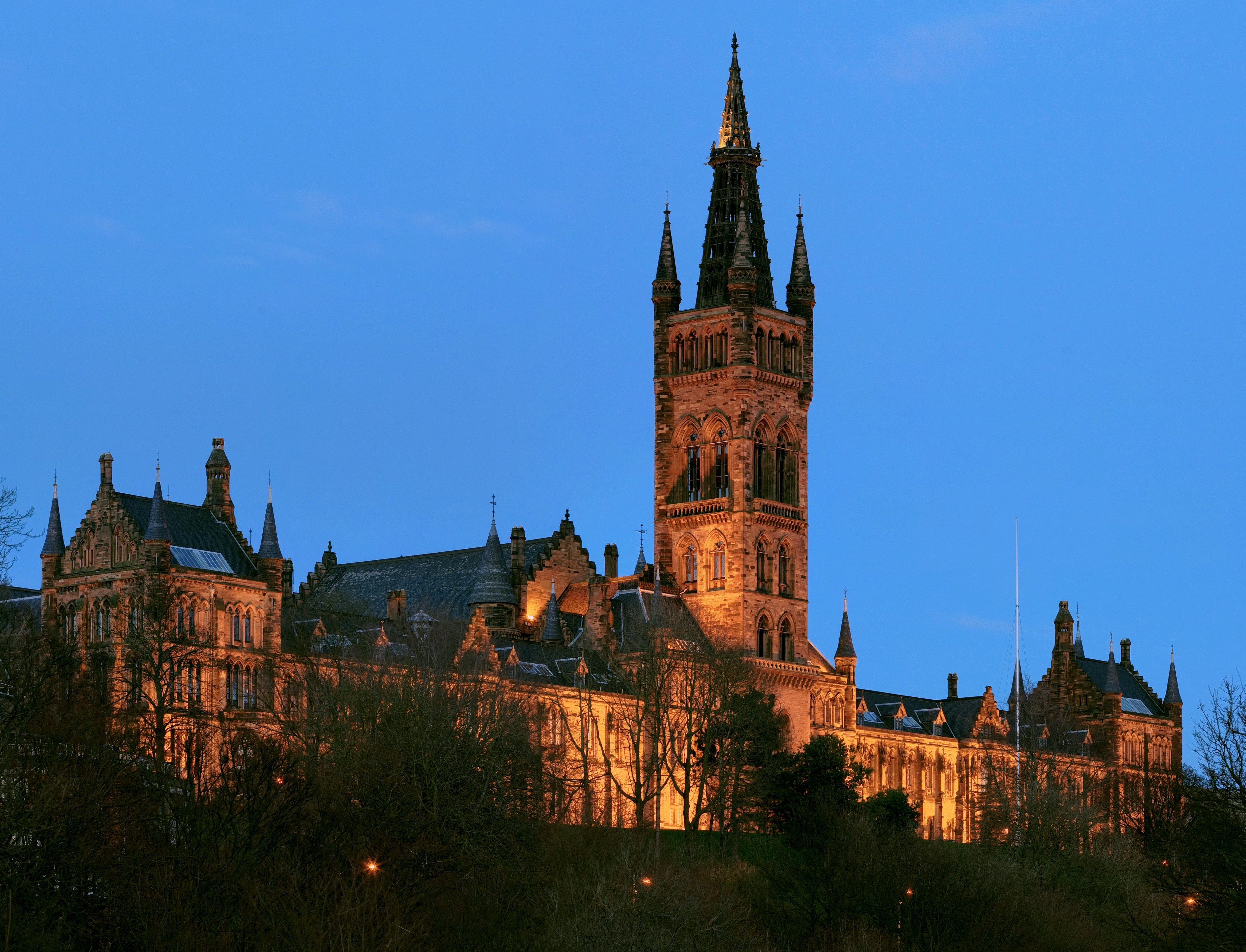
本館の夜景

## 組織
2010年8月より組織改編により以下のように構成されるようになった。
| - 人文学カレッジ - 文学部（4学科） - 文化創造学部（3学科） - 人類学部（7学科） - 現代言語文化学部（6学科） - グラスゴー人文研究所 - 大学院人文学研究科 - （および1大学院研究科、1研究センター） - 医学・獣医学・生命科学カレッジ - 生命科学部（4学科） - 医学部（9学科） - 獣医学部（1学科） - （および1大学院研究科、6研究センター） | - 理工学カレッジ（7学部11学科、1研究科、1研究センター） - 化学部（1学科） - 計算機科学部（1学科） - 工学部（4学科） - 地球科学部（1学科） - 数学・統計学部（2学科） - 物理学・天文学部（1学科） - 心理学部（5学科） - （および1大学院研究科、1研究センター） - 社会科学カレッジ（5学部14学科、1研究科、1研究センター） - 政治学部（5学科） - 教育学部（4学科） - (学際)教養学部（1学科） - 法学部（1学科） - （および1大学院研究科、1研究センター、1ビジネススクール） |

獣医学部は世界的に高名、歯学、医学部はイギリスで最高位に評価される。
なおそれまでは下記9学部 から構成されていた。
- 人文科学部
- 生物医学部、生命科学部
- 教育学部 (en:St Andrews College of Educationとの統合により形成)
- 工学部
- 情報数理科学（Information and Mathematical Sciences）部
- 法学、ビジネス学、社会科学部
- 医学部 (歯学と看護学部を含む)
- 物理科学部
- 獣医学部

かつて「社会主義理論運動研究センター(Centre for the Study of Socialist Theory and Movements)」が存在したが、現在は廃止されている。
以上の学部の他、2つの連合校がある。
- グラスゴー美術学校
  - マッキントッシュ・スクール・オブ・アーキテクチャー
- スコティッシュ農業カレッジ・エア校

グラスゴー美術学校を卒業または修了するとグラスゴー大学から学士、修士、博士等の学位が授与される。グラスゴー美術学校は建築家チャールズ・レニー・マッキントッシュの出身校であり、その校舎は彼の代表作品である。

## 学生
学生数は、16,190人（学部全学年）、4,555人（大学院全学年）である（2012年時点）。学部では、英国出身学生の比率は87.8%、欧州留学生は8.0%、その他の留学生は4.2%である。大学院では、英国出身学生の比率は56.1%、欧州留学生は8.5%、その他の留学生は35.4%である。学部学生の出身高校は、87.9%が公立高卒であり、12.1%が私立高卒となっている (2009年時点)。また、学費に関しては、英国人であってもイングランド出身者は有料である（スコットランド出身者は無料）。なお在職する日本人教員に林貴志（経済学者）がいる。

## 留学
同大学への入学を希望する留学生のために、入学予備教育機関としてGlasgow International Collegeが設置されている。この機関は、グラスゴー大学への入学希望者のみをうけいれており、修了してもグラスゴー大学以外には入学できない。なお、修了しても100%グラスゴー大学に進めるとは限らない。コースは2学期制と3学期制が選べるが、3学期制の場合、1学期目は評価されない。グラスゴー大学に進むためには希望進学学科によって変わるが最低、評定平均6.5を取らなければならない。これはIELTS 6.5に相当し、グラスゴー大学が留学希望者に要求するIELTSのスコアである。仮にグラスゴー大学に進めなくてもGICの評価スコアはIELTSと同等と判断されるので他大学に入学を希望することは出来る。

## スポーツ・サークル・伝統
旧女子学生組合が学生組合から分離していた歴史的背景から、現在2つの学生組合がある。その他に学生自治会、会員制の大学院生クラブを有する。組合・クラブの施設にはバー、ディスコ、食堂、売店、ビリヤード場などがある。学生組合 (GUU)は当時同大学の学生であったチャールズ・ケネディ（後の下院議員、自由党主）が委員長の時代に大学裁判所の決定を受け、女子学生も加入できるようになったが、未だに体育会系で保守的な伝統を根強く残している。それに対して旧女子学生組合 (QMU) は比較的リベラルであり、男子学生も多く加入している。大学院生クラブは同大学独特の組織であり、大学院生や研究者のみならず、同大学出身のスコットランドの知識人が集う社交の場となっている。
また、新学期には大学内の各ソサイアティやクラブが主催するケーリー (ceilidh) がたびたび開催される。ケーリーとはスコットランドの伝統的なダンスパーティであり、バグパイプを含んだ生バンドの演奏やCDの音楽に合わせて集団でフォークダンスを踊り楽しむものである。これはイングランドの大学には見られない、スコットランドの大学独自の伝統である。

## 主な出身者
- アダム・スミス（経済学者・哲学者）
- アレクサンダー・ロベルタス・トッド（化学者・ノーベル化学賞受賞者）
- ウィリアム・トムソン（物理学者、通称ケルヴィン卿）
- ウィリアム・ラムゼイ （化学者・ノーベル化学賞受賞者）
- フレデリック・ソディー（化学者・ノーベル化学賞受賞者）
- ジョン・ボイド・オアー（化学者・ノーベル化学賞受賞者）
- ジェームズ・ブラック（薬理学者・ノーベル生理学・医学賞）
- ロバート・エドワード（生物学者・ノーベル生理学・医学賞）
- デレック・バートン（化学者・ノーベル化学賞受賞者）
- ジェームズ・ワット（発明家）
- ジョン・ノックス（改革派神学者、長老派教会の創立者）
- デイヴィッド・リヴィングストン（宣教師・探検家）
- チャールズ・レニー・マッキントッシュ（建築家・グラスゴー美術学校出身）
- ジェームズ・フレイザー（社会人類学者、『金枝篇』（The Golden Bough, 1890年 - 1936年）の著者）
- ブレンダン・ウィルソン（哲学者、東京大学名誉教授）
- ヘンリー・ダイアー（工学者）
- 山尾庸三（造船学）
- 増田礼作（鉄道技監）
- 高峰譲吉（薬学者）
- 志田林三郎（鉄道技師）
- 南清（物理学者）
- 渡邊嘉一（土木工学）
- ジョゼフ・リスター（医学者）
- アンドルー・ボナー・ロー（政治家・イギリス首相）
- ジョゼフ・ブラック（物理学者）
- 岩崎隆弥（実業家、元三菱製紙会長）
- 荘田泰蔵（実業家、三菱重工業常務・新三菱重工業副社長・日本航空機製造社長等を歴任）
- ヘンリー・キャンベル＝バナマン（政治家・イギリス首相）
- ジョン・ワトソン（哲学者）
- ジェイムズ・ボズウェル（作家）
- ジョン・ケアード（哲学者）
- カジミェシュ・クラトフスキ（数学者）
- ジョン・カー（物理学者）
- ウィリアム・カレン（化学者）
- 竹鶴政孝（ニッカウヰスキー創業者・サントリーウイスキー開発者）
- ロバート・ブルーム（古人類学者）
- 川田龍吉（男爵、実業家、男爵いも導入者）
- スティーヴン・ウルマン（一般言語学者）
- 大串敦（政治学者）
- ジョセフ・ダルトン・フッカー（植物学者）
- チャールズ・ケネディ（政治家）
- ジョスリン・ベル・バーネル（天文学者）
- 範多龍太郎（実業家・造船技術者）
- 田中舘愛橘（物理学者）
- 堀田隆一（言語学者）
- 水田洋（社会思想史研究者）
- ニコラ・スタージョン（政治家、スコットランド第5代首相）
- ハムザ・ユーサフ（政治家、スコットランド第6代首相）
- ジェラルド・バトラー（俳優）

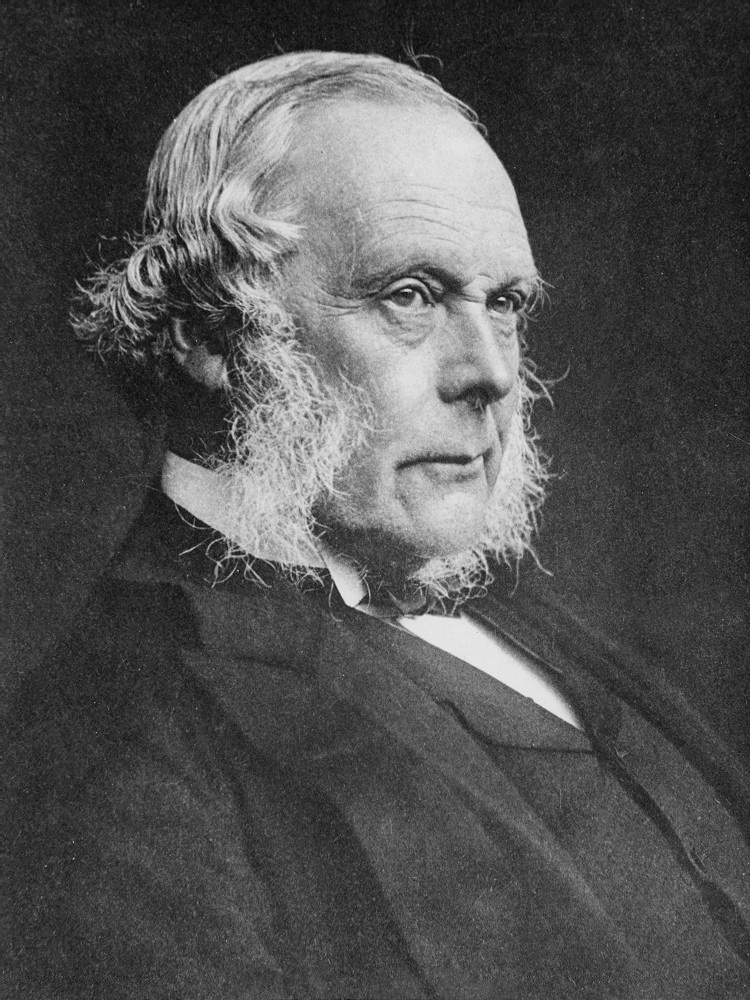
ジョゼフ・リスター
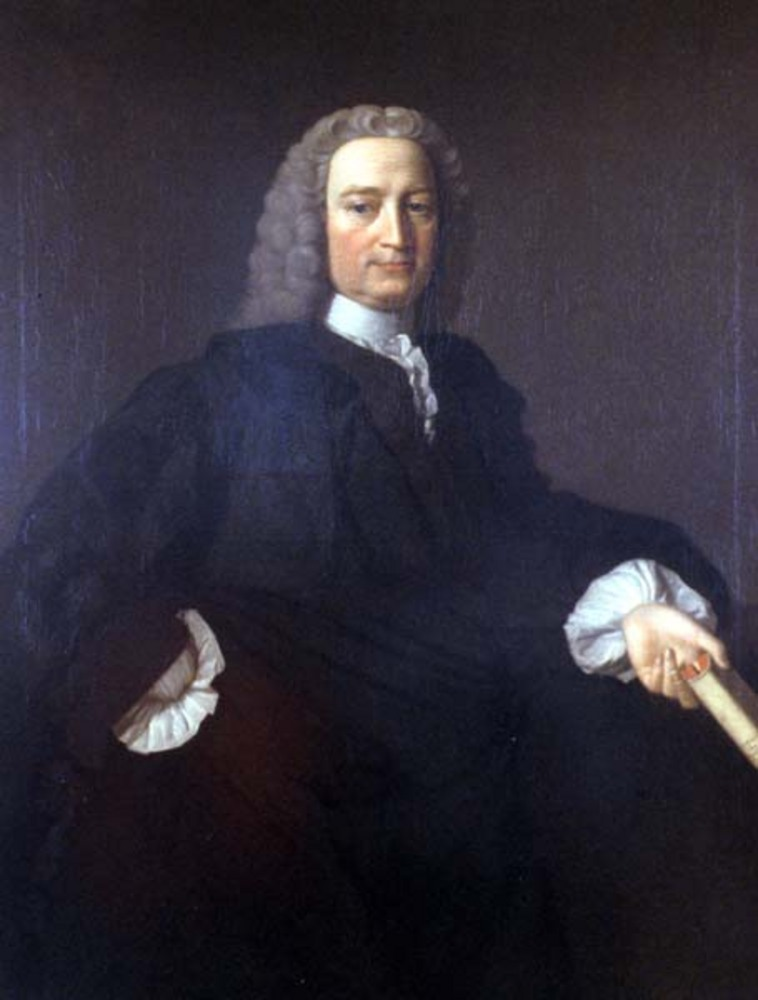
フランシス・ハッチソン
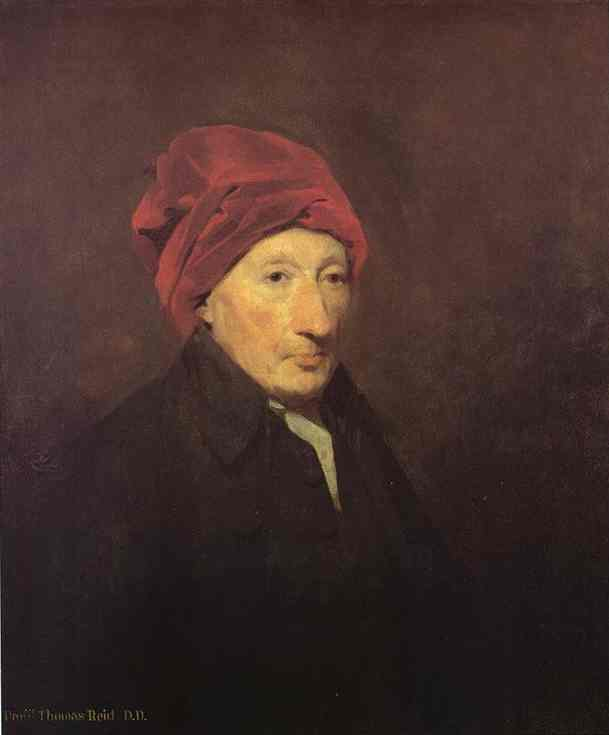
トマス・リード
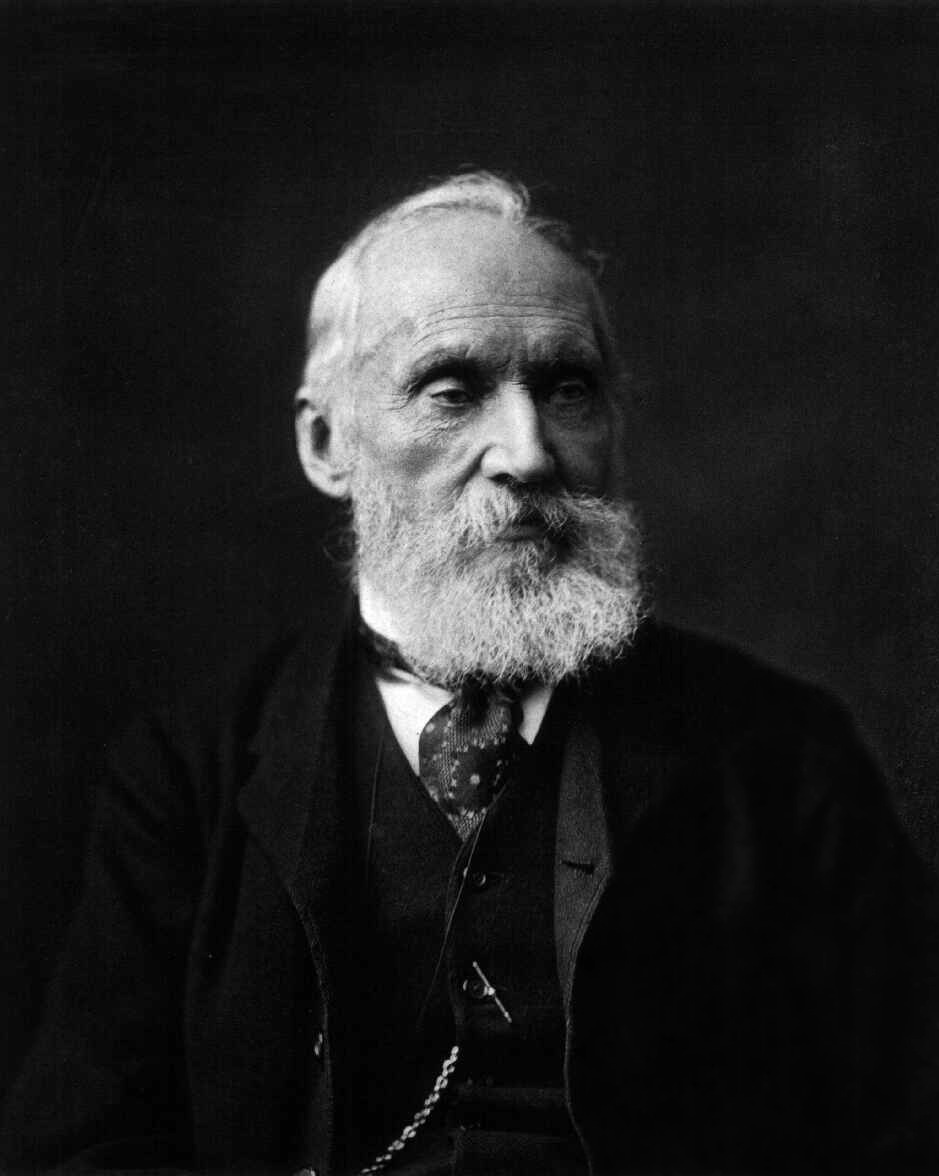
ウィリアム・トムソン
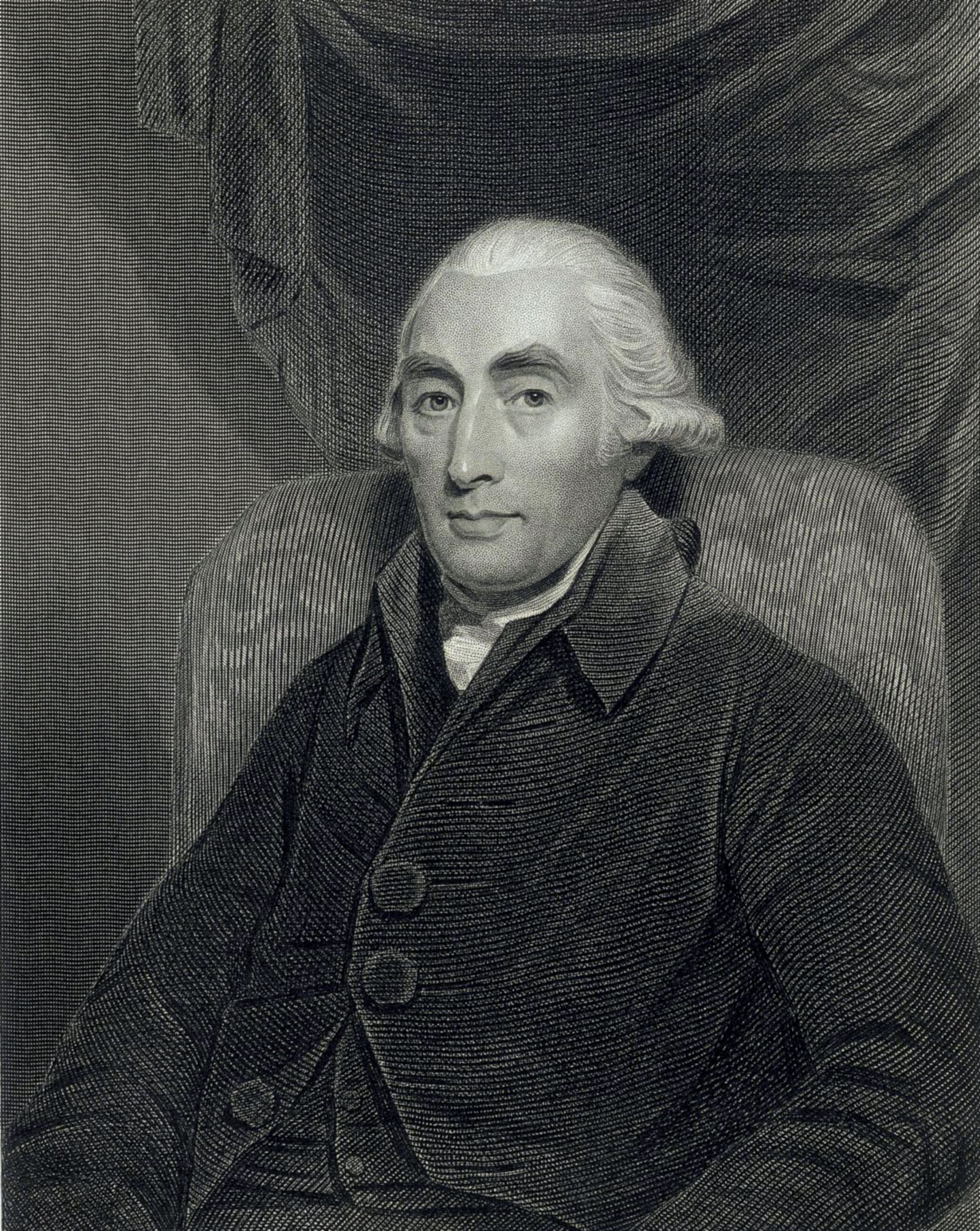
ジョゼフ・ブラック
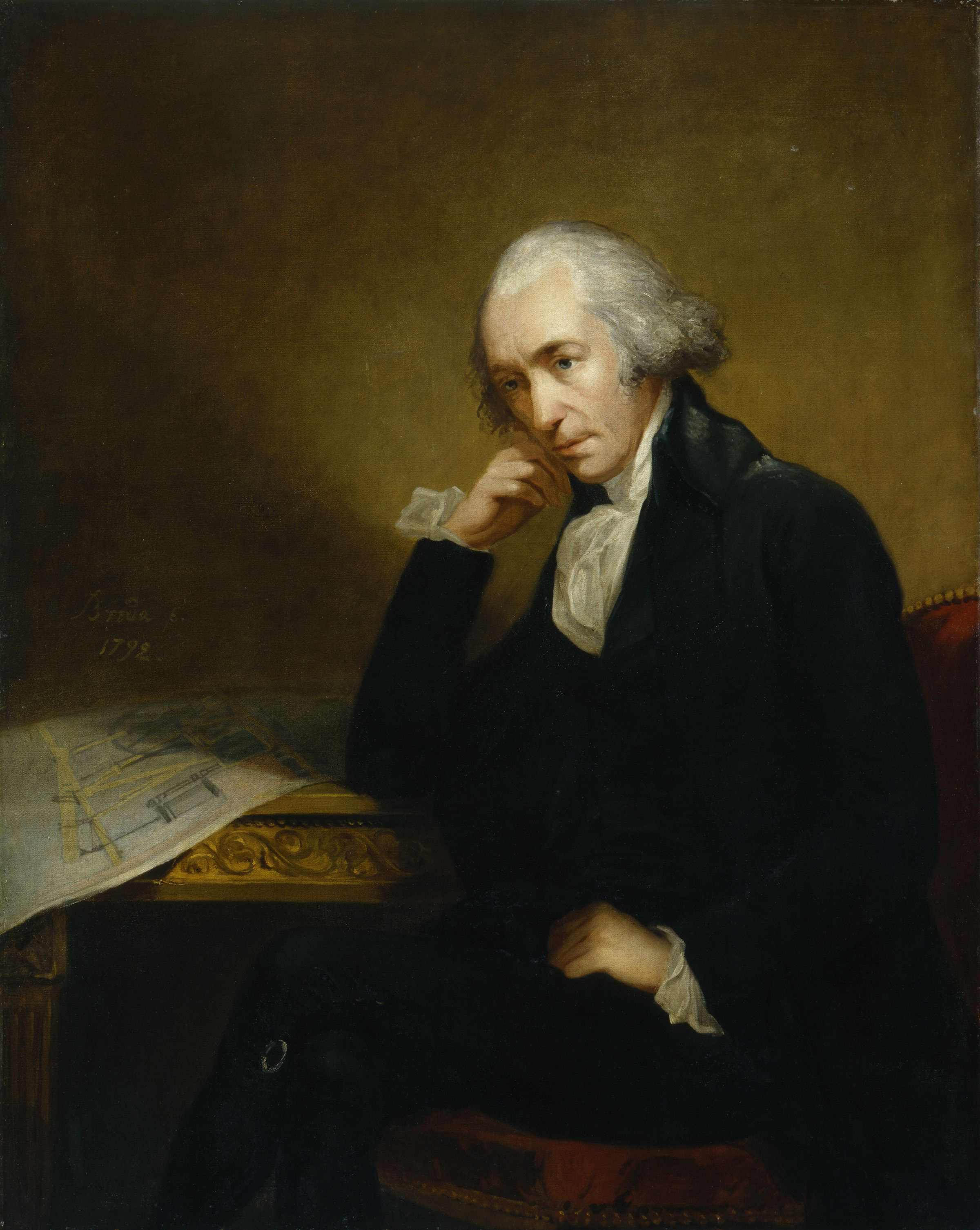
ジェームズ・ワット
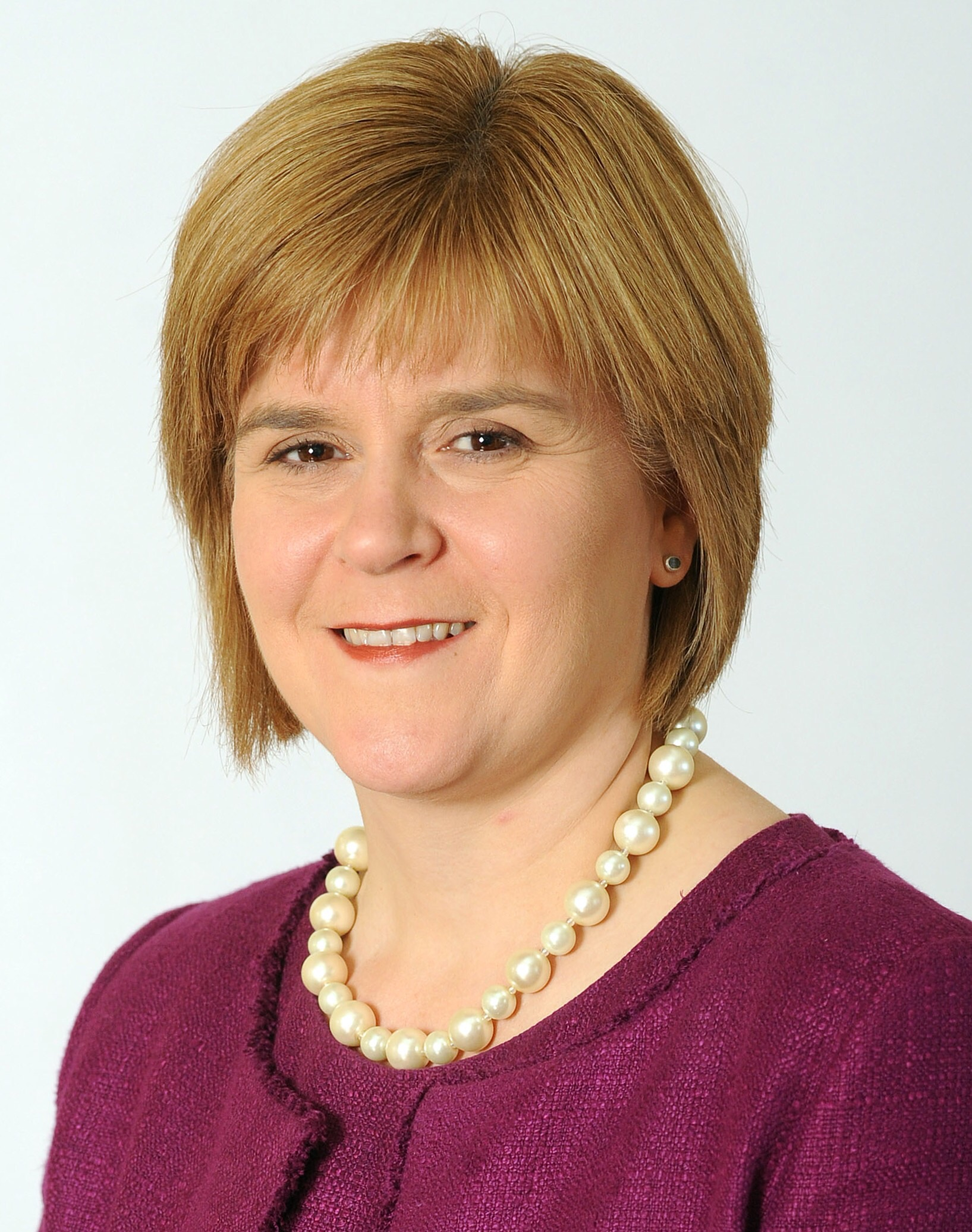
ニコラ・スタージョン